# ميلينكو بانتيتش
ميلينكو بانتيتش (بالسيريلية الصربية: Милинко Пантић) (من مواليد 5 سبتمبر 1966 بمدينة وزنيتسا، جمهورية يوغوسلافيا الاشتراكية الاتحادية) هو لاعب كرة قدم صربي سابق في مركز الهجوم. لعب دورا مهماً مع أتلتيكو مدريد الإسباني خلال تسعينت القرن الماضي. حيث فاز بلقب هداف كأس ملك إسبانيا في موسم 1996.
فاز في موسم 1996–97 بلقب هداف دوري أبطال أوروبا مع نادي أتلتيكو مدريد الإسباني، حيث سجل 5 أهداف كان كفيلة بوصول الفريق إلى دور ربع النهائي.

## مسيرته الكروية
لعب ميلينكو بانتيتش خلال مسيرته الاحترافية مع 5 أندية في ستة عشر موسمًا وسجل خلالها 86 هدفًا ضمن 347 مباراة. حيث فاز في موسمين بالكأس وفي ثلاثة مواسم بالدوري.
خاض ميلينكو بانتيتش مسيرته مع نادي بارتيزان في موسم 1985–86 ليلعب معه ستة مواسم، مشاركًا في 65 مباراة سجل خلالها 11 هدفًا. ثم انتقل إلى نادي أولمبيا ليوبليانا في موسم 1990–91 لمدة موسم واحد، حيث شارك في 14 مباراة ولم يسجل أي هدف. لينتقل بعدها إلى نادي بانيونيوس في موسم 1991–92 في المرة الأولى ليلعب معه أربعة مواسم ثم في موسم 1999–00 لمدة موسم واحد، مشاركًا طوالها في 143 مباراة سجل خلالها 55 هدفًا. ثم انتقل إلى نادي أتلتيكو مدريد في موسم 1995–96 واستمر معه طيلة ثلاثة مواسم، مشاركًا في 106 مباراة سجل خلالها 18 هدفًا. هذا وانتقل لاحقًا إلى نادي لوهافر في موسم 1998–99 لمدة موسم واحد، مشاركًا في 19 مباراة سجل خلالها هدفين.

## روابط خارجية
- ميلينكو بانتيتش على موقع الاتحاد الدولي (مؤرشف)  (الإنجليزية)
- ميلينكو بانتيتش على موقع قاعدة بيانات كرة القدم.إي يو (الإنجليزية)
- ميلينكو بانتيتش على موقع ناشيونال فوتبول تيمز (الإنجليزية)
- ميلينكو بانتيتش على موقع عالم كرة القدم.نت (الإنجليزية)